# Alfred Percival Maudslay
Alfred Percival Maudslay (Londres, 18 de Março de 1850 — Hereford, 22 de Janeiro de 1931) foi um diplomata colonial britânico, explorador e arqueólogo, um dos primeiros europeus a estudar as ruínas da civilização maia.

## Biografia
Alfred Maudslay nasceu em Lower Norwood Lodge, arredores de Londres, Inglaterra, no seio de uma rica família ligada à engenharia, descendente do inventor Henry Maudslay. Fez estudos preparatórios em Royal Tunbridge Wells e na Harrow School, e estudou ciências naturais no Trinity Hall, Cambridge no período de 1868 a 1872. Enquanto estudante em Cambridge, conheceu John Willis Clark, então secretário da Cambridge Antiquarian Society, com quem estabeleceu duradouros laços de amizade.
Após terminar os seus estudos, Maudslay matriculou-se no curso de Medicina, mas abandonou os estudos devido a um ataque agudo de bronquite.
Partiu então para Trinidad, onde assumiu as funções de secretário particular do governador William Cairns, acompanhando-o quando aquele foi transferido para Queensland.
Tendo ingressado na administração colonial britânica, transferiu-se para Fiji, conde trabalhou com o governador Arthur Gordon, participando numa campanha destinada a submeter tribos locais que se haviam rebelado. Pouco depois foi nomeado cônsul britânico em Tonga e Samoa.
Em Fevereiro de 1880, após seis anos de serviço nas colónias britânicas dos Pacífico, Maudslay demitiu-se da administração colonial para prosseguir os seus próprios interesses. Juntou-se aos seus irmão em Calcutta, onde estes se encontravam em escala durante uma volta ao Mundo, regressando com eles à Grã-Bretanha no mês de Dezembro seguinte.
No ano seguinte partiu para a Guatemala, via Honduras Britânicas.
Na Guatemala Maudslay iniciou os trabalhos arqueológicos que o tornariam conhecido. Começou nas ruínas maia de Quirigua e Copán, onde, com a ajuda de Frank Sarg, contratou trabalhadores locais para limpar o terreno e mapear as estruturas existente e recolher artefactos. Frank Sarg também conduziu Maudslay às recém-descobertas ruínas de Tikal, apresentando-o ao guia Gorgonio López, um profundo conhecedor da região. Maudslay foi o primeiro europeu a descrever as ruínas de Yaxchilán.
Durante as suas investigações, Maudslay foi pioneiro no desenvolvimento de várias técnicas arqueológicas. Contratou o perito italiano Lorenzo Giuntini e vários técnicos para realizar moldes em gesso dos altos relevos que encontrou, enquanto Gorgonio López se especializou na feitura de moldes em papier-mâché. A artista Annie Hunter desenhou os moldes antes destes serem expedidos para Inglaterra e para os Estados Unidos da América. Maudslay também se dedicou ao aperfeiçoamento das técnicas fotográficas para uso em arqueologia, aperfeiçoando o uso de técnicas de fotografia a seco, então uma técnica nova, e realizou cópias das inscrições encontradas.
No conjunto, Maudslay levou a cabo um total de seis campanhas de exploração das ruínas da civilização Maia. Com os dados recolhidos, e após 13 anos de preparação, publicou as suas descobertas em 1902 num apêndice de 4 volumes intitulado Archeologia à monumental obra enciclopédica Biologia Centrali-Americana, preparada em co-autoria pelos naturalistas Frederick du Cane Godman e Osbert Salvin (que era amigo de Maudslay). Aquele apêndice, em si uma obra de grande fôlego, contém, para além das conclusões e comentários de Maudslay, numerosos desenhos de excelente qualidade, fotografias das ruínas e um apêndice sobre calendários arcaicos da autoria do antropólogo Joseph Thompson Goodman.
Em 1892 Maudslay casou com a americana Anne Cary Morris, uma neta do estadista americano Gouverneur Morris. Na sua lua-de-mel, o casal viajou para a Guatemala, via New York e San Francisco. Na Guatemala os Maudslays trabalharam durante duas semanas num projecto ligado ao Peabody Museum da Harvard University. Um relato da sua experiência foi publicado em 1899 com o título de A Glimpse at Guatemala.
Maudslay solicitou autorização para realizar escavações no Monte Albán, em Oaxaca, mas quando finalmente obteve a autorização, em 1902, não conseguiu financiar os trabalhos com fundos próprios, pois a firma Maudslay, Sons and Field tinha falido e reduzido os rendimentos de Maudslay. Tentou então, sem sucesso, obter financiamento da Carnegie Institution, mas teve de abandonar o projecto. Os Maudslays mudaram-se então para San Ángel, nos arredores da Cidade do México, onde residiram durante dois anos.
Em 1905 Maudslay iniciou a tradução das memórias de Bernal Díaz del Castillo, um soldado nas tropas dos conquistadores espanhóis, trabalho que completou em 1912.
Em 1907 os Maudslays fixaram-se permanentemente na Grã-Bretanha. Foi então eleito presidente do Royal Anthropological Institute, cargo que exerceu no biénio 1911-1912. Presidiu também ao 18.º Congresso Internacional de Americanistas, realizado em Londres no ano de 1912.
Annie Maudslay faleceu em 1926. Em 1928 Maudslay casou com Alice Purdon, então viúva. Nos anos seguintes concluiu e publicou um volume de memórias, que intitulou Life in the Pacific Fifty Years Ago (A vida no Pacífico há 50 anos atrás).
Alfred Maudslay faleceu em 1931 na cidade de Hereford, Inglaterra, e foi sepultado na cripta da Hereford Cathedral, próximo da sua primeira esposa. Alguns dos materiais que ele colectou estão depositados em Harvard e no British Museum.

## Obras
Entre muitas outras, é autor das seguintes obras:
- Historia verdadera de la conquista de la Nueva España (The True History of the Conquest of New Spain) pelo Capitão Bernal Díaz del Castillo. Londres 1908 Hakluyt Society ((4 volumes, 214 capítulos com apêndices) da única cópia original publicada por Genaro García no México em 1904 com notas e apêndices – considerada a tradução mais completa e autêntica Volume 1, Volumes 2,and 3, Volume 4, e Volume 5 abreviado em 1928 como The Discovery and the Conquest of Mexico 1517-21
- Archaeology. 1850–1931. (seguido pelo Atlas editado por F. Ducane Godman e Osbert Salvin; ou, Contribuições para o conhecimento da fauna e flora do México da América Central. (Reimpressão 1974)
- Biologia Centrali-Americana: Contributions to the Knowledge of the Fauna and Flora of Mexico and Central America (reimpressão), University of Oklahoma Press, 1983. ISBN 978-0-8061-9919-1.
- Anne Cary Morris Maudslay and Alfred Percival Maudslay, A Glimpse at Guatemala, and Some Notes on the Ancient Monuments of Central America, Londres, John Murray, 1899. (Reeditado pela Cambridge University Press, 2010. ISBN 978-1-108-01704-6)
- Life in the Pacific Fifty Years Ago, Londres: George Routledge & Sons, 1930.